# Sue Goffe
Sue Goffe é uma cineasta britânica. Como reconhecimento, foi nomeado ao Oscar 2012 na categoria de Melhor Animação em Curta-metragem por A Morning Stroll.